# Kratownica (archeologia)
Kratownica (archeologia) – przyrząd usprawniający sporządzanie dokumentacji rysunkowej na stanowisku archeologicznym. Kratownica jest zbudowaną z metalu lub drewna ramą o boku jednego metra. Wewnątrz ramy znajduje się siatka pomiarowa o oczkach 20 x 20 centymetrów. Kratownica ustawiana jest nad rysowanym fragmentem planu. Jest wykorzystywana w taki sam sposób jak siatka pomiarowa.
Konieczne jest wypoziomowanie kratownicy przed przystąpieniem do rysowania. Niekiedy kratownica może zawierać ruchome nóżki o regulowanej wysokości, które ułatwiają rozstawienie przyrządu.
Dokładna siatka pomiarowa w którą wyposażona jest kratownica przyśpiesza wielokrotnie rysowanie skomplikowanych detali na stanowisku.